# Museu da Criação
O Museu da Criação é um museu que apresenta um relato das origens do universo, a vida, a humanidade, e no início da história do homem de acordo com uma leitura literal do Livro do Gênesis. O museu está localizado em Petersburg , Kentucky, nos Estados Unidos, e possui 20 hectares de terras, sendo que os principais escritórios do “Answers in Genesis” estão ligados ao museu. Tem a missão de exaltar Jesus Cristo, como Criador, Redentor e Sustentador para equipar os cristãos para melhor evangelizar os perdidos e desafiar os visitantes para receber Jesus Cristo como Salvador e Senhor.

## História

Exterior do museu.

Segundo o fundador da organização ”Respostas em Gênesis” Ken Ham: "Um dos principais motivos por que nos mudamos para cá foi porque estamos na rota de um voo de 69% da população norte-americana."  Ham também explica como a ideia do museu se originou: "A Austrália não é realmente o lugar para construir uma instalação desse tipo se você estiver indo para alcançar o mundo. Realmente, a América está."
O museu abriu ao público em 28 de maio de 2007, embora cera de 5000 sócios fundadores visitaram antecipadamente nos dias antes. Ken Ham na inauguração disse "não apenas um evento histórico na América, mas um acontecimento histórico do cristianismo". Além de representantes eleitos nos conselhos estaduais e representantes dos governos estaduais e federais, mais de 130 jornalistas credenciados cobriram a cerimônia de inauguração em 26 de maio de 2007.
O museu, que custou 27 milhões de dólares, é uma empresa privada financiada através de doações para o ministério apologético da instituição americana "Answers in Genesis", o museu abriu as suas portas ao público em 28 de maio de 2007. Com base em projeções o museu previa 250 mil visitantes pagos em seu primeiro ano de operação. Segundo a AIG, em dois meses ultrapassou 100 mil visitantes em 21 de julho de 2007   e 200 mil visitantes em 20 de setembro de 2007. Eles alegam que alcançaram a expectativa de visitantes do primeiro ano em apenas 5 meses e 5 dias após a abertura, com um total de 250.000 visitantes em 2 de novembro de 2007, e a marca de 500 mil visitantes foi alcançado em apenas nove meses. O milionésimo visitante foi anunciado em 26 de abril de 2010, pouco mais de um mês do aniversário de três anos do museu.

## Apresentações e exposições
Kurt Wise foi contratado como consultor científico do projeto, tendo desempenhado um papel importante na concepção das exposições, que se destinam a ser o estado da arte e inclui 52 vídeos feitos por profissionais.   Além de telas de cinema mostrando uma grande história da Terra-jovem, o museu também dispõe de um planetário com 78 lugares que descrevem as cosmologias criacionistas e um teatro de 200 lugares que possuí efeitos especiais com cadeiras que vibram e jatos de spray com névoa. Muitas das telas foram desenhadas por Patrick Marsh, que tinha trabalhado anteriormente para a Universal Studios projetando atrações como Tubarão e King Kong antes de se tornar um cristão renascido e criacionista da Terra Jovem.

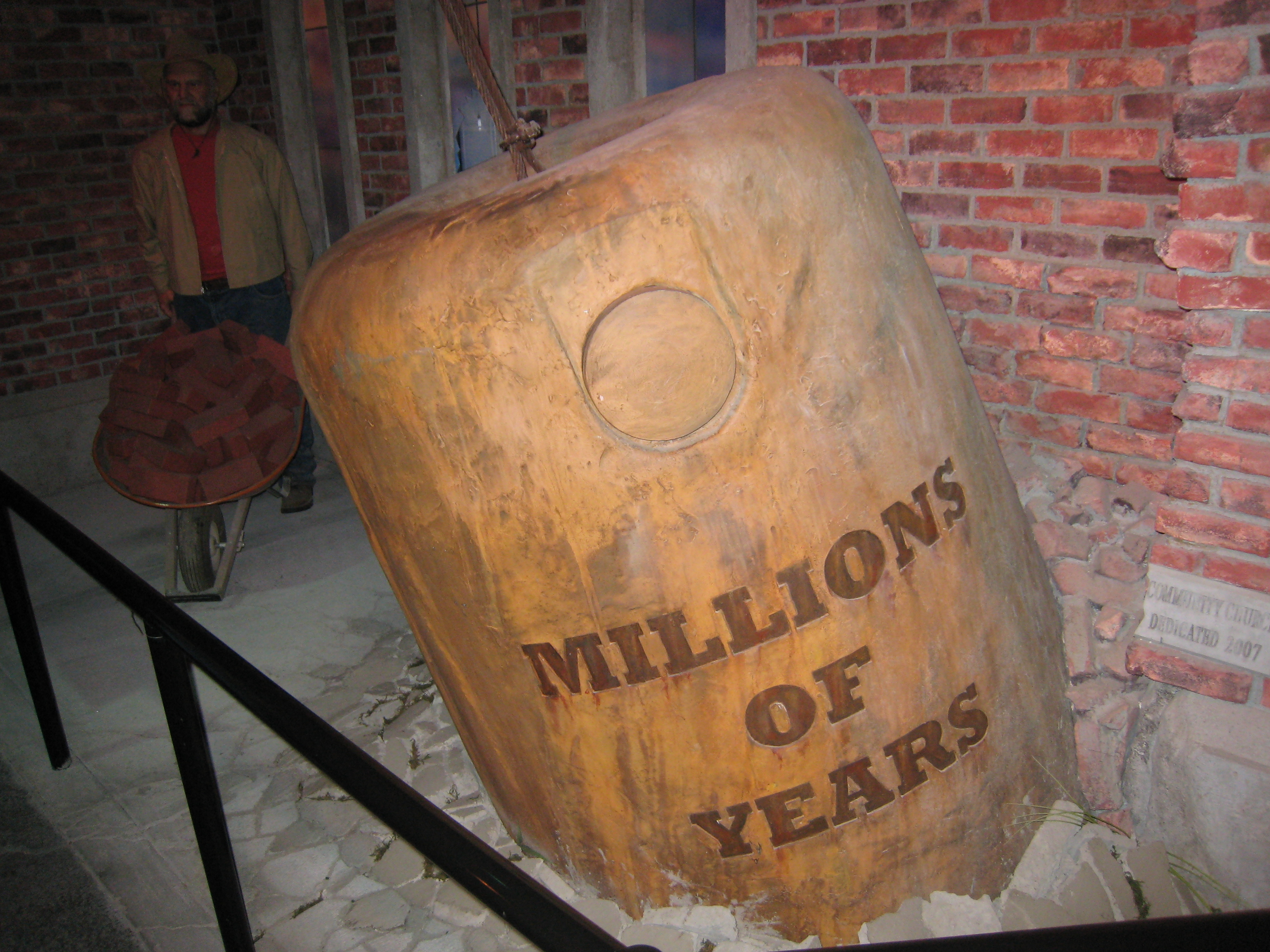
Bola de demolição com a escrita "millions of years.", uma satira com as teorias que dizem que a idade da terra é de milhões de anos.

Entre suas exposições, o museu apresenta, em tamanho real modelos de mais de 80 dinossauros animatrônicos (animados e sensíveis ao movimento).  Os dinossauros do modelo são descritos no Jardim do Éden , muitos deles lado a lado com figuras humanas. Em uma exposição, um Triceratops e um Stegosaurus são mostrados a bordo de um modelo da Arca de Noé .
Uma parte importante da mostra refere-se ao Grande Dilúvio , tal como descrito em Gênesis 6-9.  A mensagem é que o mundo antes do dilúvio foi significativamente e fundamentalmente diferente do mundo que conhecemos hoje.  O Dilúvio é apresentado como real e literalmente, uma catástrofe global que alteraram profundamente a paisagem da Terra e foi o evento que produziu a maioria dos recursos geológicos (fósseis, camadas sedimentares, canyons, continentes) que nós observamos hoje.
O museu critica diretamente a teoria da evolução que liga os dinossauros com a origem das aves. A segunda sala do Museu da Criação exibe um modelo pré-histórico de raptor , indicando que a espécie não tinha nenhuma conexão com as aves, o que é uma referência a Gênesis 1, que afirma que as aves foram criadas antes do surgimento dos animais terrestres. Os biólogos e paleontólogos, no entanto, salientam que a recente descoberta de um Velociraptor, com diferentes partes estruturais de ossos para que as penas são ancoradas, fornece uma evidência adicional de que a espécie realmente tinha penas.
Outras salas da turnê retratam os profetas do Antigo Testamento, Martin Luther salientando a importância de defender a fé em seu ponto de ataque e uma apresentação de vídeo sobre o Macaco de Scopes Trial de 1925. O ponto culminante do passeio é a vida de Jesus Cristo, com uma tela de três representações da crucificação. As exibições são “meticulosamente detalhadas” e até mesmo os críticos concordaram que "Answers in Genesis” tem feito grandes esforços para fazer seu museu um lugar que apresenta qualidade. O museu também inclui um restaurante, trilhas para caminhada ao ar livre e uma loja de presentes com temas medievais.
Em 2009, o Museu da Criação adicionou uma exibição de uma sala dedicada a Charles Darwin . A exposição "argumenta que a seleção natural - as explicações de Darwin de como novas espécies se desenvolvem e apresentam novas características ou em ambientes novos - podem coexistir com a afirmação criacionista de que todos os seres vivos as coisas foram criadas por Deus há apenas alguns milhares de anos." 

## Críticas
Este museu tem sido fortemente criticado pela comunidade científica e acadêmica como a promoção de "falácia sobre o fato" e a tentativa de avançar os dogmas de uma religião em particular, rejeitando o conhecimento científico. Suas exibições rejeitam a teoria do ancestral comum, junto com a maioria dos outros princípios fundamentais da evolução e afirma que a Terra e todas as suas formas de vida foram criadas há cerca de 6000 anos durante um período de seis dias. Em contraste com o enorme consenso científico, exposições promovem o criacionismo da Terra Jovem , incluindo a ideia de que os seres humanos e dinossauros, uma vez coexistiram e que os dinossauros estavam na Arca de Noé.  As exibições estão em desacordo com grande parte da comunidade científica de que a Terra tem aproximadamente 4,5 bilhões de anos e que os dinossauros foram extintos 65.500 mil anos antes de os seres humanos surgirem. O museu tem gerado críticas por parte da comunidade científica, vários grupos de educadores e grupos contrários ao criacionismo da Terra jovem.